# 2004 KV18
2004 KV18 — троянский астероид Нептуна на вытянутой орбите, диаметр объекта 70 км. Впервые наблюдался 24 мая 2004 года астрономами обсерватории Мауна-Кеа на Гавайях, США. Восьмой открытый троянец Нептуна, второй в точке Лагранжа L5.

## Орбита и классификация
Троянские астероиды Нептуна являются резонансными транснептуновыми объектами в резонансе 1:1 с Нептуном. Такие троянские астероиды обладают большой полуосью орбиты и периодом обращения, примерно равными параметрам орбиты Нептуна (30,10 а. е.; 164,8 года).
2004 KV18 принадлежит группе астероидов вблизи точки Лагранжа L5, отстающей от Нептуна в своём орбитальном движении на 60°. Объект обращается вокруг Солнца по орбите с большой полуосью 30,41 а. e. на расстоянии 24,7-36,1 а. e. с периодом 167 лет и 8 месяцев (61250 дней). Орбита обладает довольно большим эксцентриситетом 0,19 и наклонением 14° относительно плоскости эклиптики.

### Неустойчивость орбиты
2004 KV18 первоначально не был троянцем Нептуна, и через довольно короткое время тоже перестанет им быть. Орбита троянского астероида Нептуна может быть устойчивой, если эксцентриситет не превышает 0,12.:6 Время жизни астероида как отстающего троянца Нептуна составляет ещё порядка 100 тысяч лет.

## Физические свойства

### Диаметр и альбедо
На основе перевода звёздной величины к диаметру получена оценка диаметра 71 км при абсолютной звёздной величине 8,9 в предположении альбедо 0,10. Это один из наименьших объектов среди первых 17 открытых троянцев Нептуна, характерные размеры которых варьируются от 60 до 200 км (при абсолютной звёздной величине 9,3-6,6 в предположении альбедо 0,10). По другим оценкам при большем альбедо диаметр составляет около 56 километров.

## Номер и название
Вследствие высокой неопределённости орбиты астероид не получил номер. Если астероид получит название, то оно будет связано с амазонками, персонажами греческой мифологии (см. (385571) Отрера и (385695) Клета).